# Midhat Begić
Midhat Begić (Koraj pokraj Lopara, 12. kolovoza 1911. – Lyon, 16. studenog 1983.), bosanskohercegovački je književni kritičar i esejist bošnjačkog podrijetla.

## Djela
- Raskršća I (Sarajevo, 1957.)
- Jovan Skerlić et la critique littéraire en Serbie (Paris, 1963.)
- Jovan Skerlić, čovek i delo (Beograd, 1966.)
- Raskršća II (Sarajevo, 1969.)
- Raskršća III (Sarajevo, 1976.)
- Štirje bosensko-hercegovski pesniki (Ljubljana, 1980.)
- Umjetnost pripovijedanja (Sarajevo, 1984.)
- Eseji i kritike (Sarajevo, 2004.)

## Nagrade
- Orden Republike sa zlatnim vijencem
- Ordre du merite national francais
- Šestotravanjska nagrada grada Sarajeva
- Dvadesetsedmosrpanjska nagrada
- Nagrada AVNOJ-a
- Nagrada Udruge književnika Bosne i Hercegovine
- Nagrada Izdavačkog poduzeća Svjetlost
- Nagrada Braće Šimić za književnu kritiku
- Nagrada ZAVNOBIH-a
- Nagrada Veselin Masleša
- Prix de l’Academie francaise

## Vanjske poveznice
- Midhat Begić, Hrvatska enciklopedija